# The Way I Am (singel Eminema)
The Way I Am – singel amerykańskiego rapera Eminema, pochodzący z albumu The Marshall Mathers LP. Został wydany 27 grudnia 2000 r. w formacie CD i cyfrowym. W 2005 r. utwór znalazł się na kompilacji zatytułowanej Curtain Call: The Hits.

## Lista utworów
CD (Wielka Brytania)
1. "The Way I Am" - 4:53
2. "Bad Influence" - 3:40
3. "My Fault" (Pizza Mix) – 3:54
4. "The Way I Am" (Video) – 4:53

Kaseta (Wielka Brytania)
1. "The Way I Am" - 4:53
2. "Bad Influence" - 3:40

CD (Australia)
1. "The Way I Am" (Unedited Version) – 4:53
2. "The Way I Am" (Clean) – 4:55
3. "Kids" (Uncensored Version) – 5:07
4. "'97 Bonnie & Clyde" - 5:17
5. "Steve Berman" (Skit) – 0:56
6. "The Real Slim Shady" (Video) – 4:44